# دجال القاتل وأتباعه
«دجال القاتل وأتباعه» هو فيلم سينمائي إسلامي 2018 مستوحى من أزمة الشرق الأوسط الحالية، تتبع المؤامرة خطة قديمة لمملكة مهيمنة للسيطرة على العالم والإجراءات المتخذة لإنقاذ العالم من الإبادة العالمية.
الفيلم كتابة وإخراج رانا أبرار، وتم إصداره في جميع أنحاء العالم في 31 أكتوبر 2018.

## ملخص القصة
يختار أربعة صبية صغارًا شخصًا مجنونًا لإنشاء برنامج لحفظ السلام لحماية العالم من نظرية المؤامرة لأتباع الدجال الذين ينتظرون رسولًا وهميًا سيحكم العالم كملك وحيد ويؤسس حكومة عالمية لإكمالها وتدمير كل ديانات العالم بشكل فعال.

## وصلات خارجية
- الإعلان الرسمي على يوتيوب
- داجال القاتل وأتباعه على موقع IMDb (الإنجليزية)
- داجال القاتل وأتباعه على موقع روتن توميتوز (الإنجليزية)
- داجال القاتل وأتباعه على موقع قاعدة بيانات الفيلم (الإنجليزية)
- داجال القاتل وأتباعه على موقع ليتربوكسد (الإنجليزية)
- الموقع الرسمي